# Ophiusa mucescens
Ophiusa mucescens là một loài bướm đêm trong họ Erebidae.